# Franquia

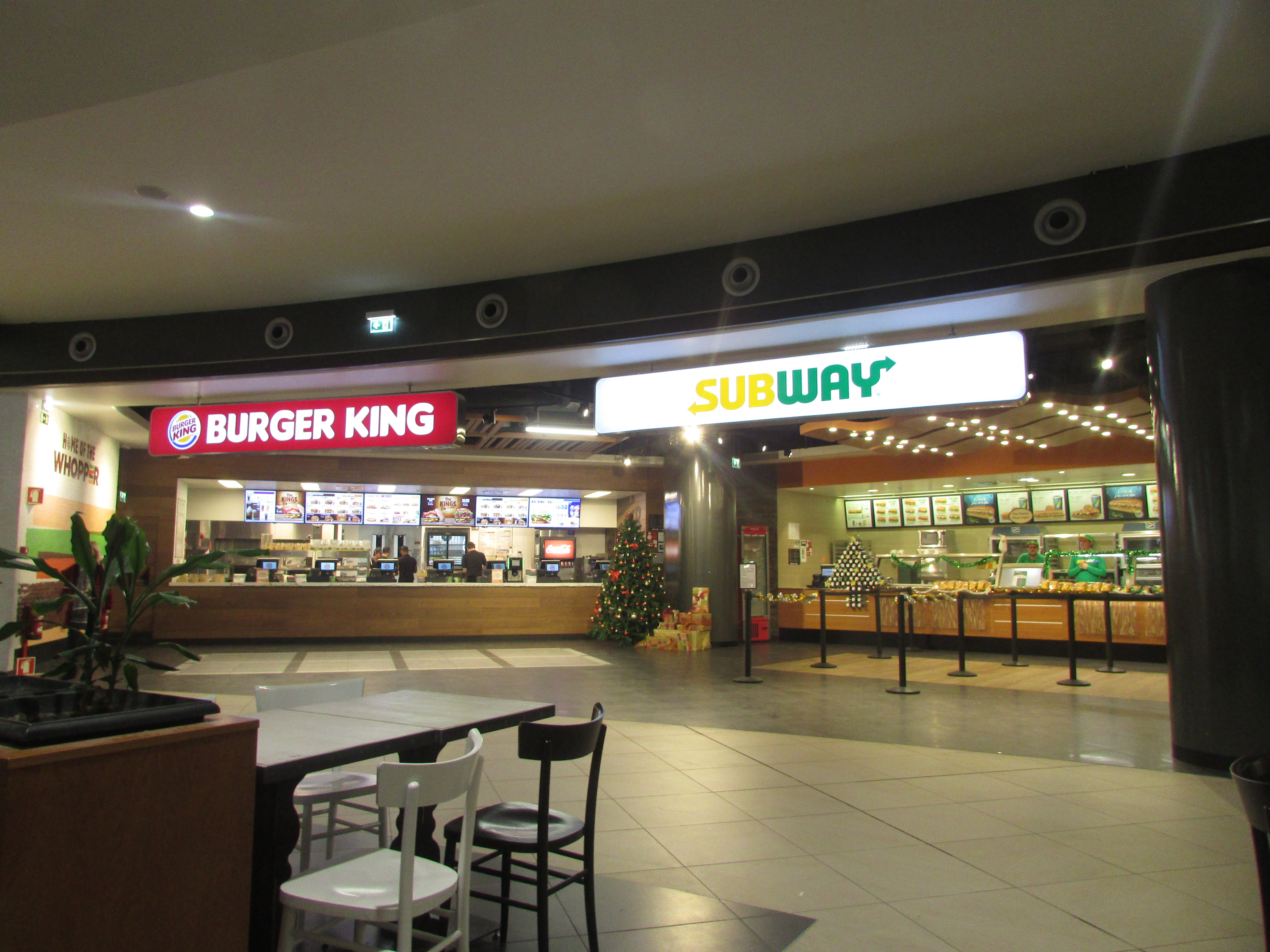
Franquia das cadeias estadunidenses de fast-food Burger King e Subway em Faro, Portugal

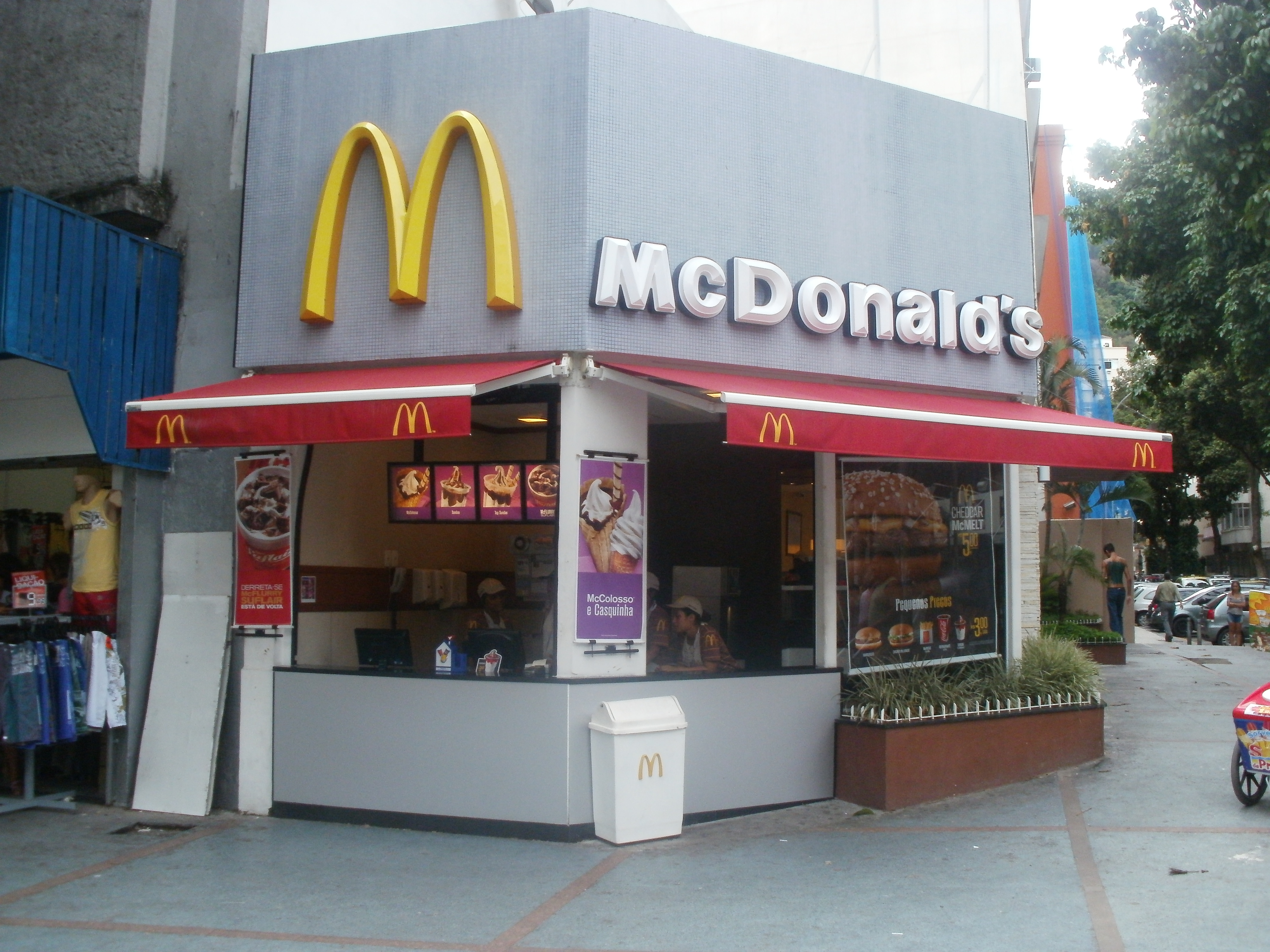
Franquia da cadeia estadunidense de fast-food McDonald's no Rio de Janeiro, Brasil

Franquia, franchising ou franchise [francháiz] é uma estratégia utilizada em administração que tem, como propósito, um sistema de venda de licença na qual o franqueador (o detentor da marca) cede, ao franqueado (o autorizado a explorar a marca), o direito de uso da sua marca, patente, infraestrutura, know-how e direito de distribuição exclusiva ou semiexclusiva de produtos ou serviços. O franqueado, por sua vez, investe e trabalha na franquia e paga parte do faturamento ao franqueador sob a forma de royalties. Eventualmente, o franqueador também cede ao franqueado o direito de uso de tecnologia de implantação e administração de negócio ou sistemas desenvolvidos ou detidos pelo franqueador, mediante remuneração direta ou indireta, sem ficar caracterizado vínculo empregatício.
É obrigatória a apresentação da Circular de Oferta de Franquia (COF) pelo franqueador ao franqueado, antes da assinatura do contrato de franquia. O franqueado deve ter acesso ao documento pelo menos 10 dias antes da assinatura do contrato. A COF deve indicar as condições gerais do negócio jurídico.
As técnicas, ferramentas e instrumentos utilizados nas melhores redes de franquias vêm sendo utilizados para otimizar o desempenho de outros tipos de canais de vendas, como redes de revendas, de representantes comerciais, de assistências técnicas, de distribuidores e outros.

## Tipos
Podemos considerar três tipos de franchising como estes:
Franchising de distribuição
O franqueado comercializa um produto fabricado pelo franqueador, sob a marca do qual é titular o último, beneficiando-se de assistência técnica e comercial.
Franchising de serviços
O franqueado presta um serviço, através de uma marca ou nome comercial licenciados pelo franqueador, com base nas diretrizes estipuladas pelo último.
Franchising de indústria
O franqueado fabrica, ele próprio, o produto a comercializar, sob uma marca ou nome comercial, segundo as indicações do franqueador.

## Vantagens da implementação
- Possibilidade de abertura de negócio sem necessidade de experiência empresarial no setor;
- Proteção contratual por meio da Circular de Oferta de Franquia[4];
- Redução do risco envolvido, face a utilização de conceito de negócio já experimentado e com sucesso;
- Benefício e aproveitamento de marca já com notoriedade no mercado;
- Formação inicial e de forma contínua;
- Existência de ferramentas de gestão, informação disponível sobre volume de vendas, número de clientes, percentagem de lucros obtida, percepção das preferências, hábitos de consumo, gestão do ciclo de rotação dos estoques e das necessidades de reposição;
- Possibilidade de modelo de negócio que funcione em cidades de diferentes tamanhos;[5]
- Aproveitamento dos canais de distribuição e logística existentes, permitindo a adoção de preços competitivos e com ganhos de escala nas encomendas;
- Os estudos de mercado elaborados são compartilhados na rede existente, permitindo investimentos em publicidade financeiramente sustentáveis;
- Melhor acesso na compra, ou aluguel de espaço, em resultado da existência de marca reconhecida;
- Apoio técnico, administrativo e de gestão, inclusive na seleção do espaço, de acordo com critérios de área, localização e acessibilidades;
- Sinergias na resolução de problemas que em outras unidades da rede já tenham ocorrido;
- Aproveitamento do recrutamento de recursos humanos, pois é mais acessível trabalhar em rede conhecido, do que em unidade do mesmo ramo mas com pouca notoriedade.

## Benefícios para o franqueador
- O franqueado financia grande parte da expansão, não necessitando o franqueador de capital avultado;
- Concentra-se na produção e desenvolvimento de novos produtos e serviços;
- Os franqueados atingem resultados superiores aos obtidos por unidade própria, sendo parceiros altamente moralizados e motivados;
- Existe a criação de um canal de distribuição fluido, eficiente e diferenciado;
- A imagem da marca sai cada vez mais reforçada, pois é associada ao know-how, à força do trabalho e aos relacionamentos locais do franqueado;
- Existe uma descentralização da estrutura, gerando benefícios em termos de custos fixos menores do que com unidades próprias;
- Possibilita ganhos acrescidos em economias de escala;
- O sistema possibilita expansão de mercado de forma rápida, pois a abertura de novos espaços é célere;
- Viabiliza ações de promoção e de marketing de forma conjunta e coordenada.

## Legislação

### Em Portugal
Na legislação portuguesa, não existe um padrão neste tipo de negócio. Trata-se de um contrato inominado, uma vez, que não é regulado por quaisquer preceitos legais específicos, encontrando-se, portanto, na esfera da autonomia negocial das partes.
Em virtude de não haver legislação nacional específica sobre o contrato de franchising, os membros da Federação Europeia de Franchising, da qual Portugal é membro, acordaram um Código de Deontologia que está em vigor desde de o mês de janeiro de 1991. Os membros da federação impõem-se a obrigatoriedade de respeitá-lo. O código é constituído por seis artigos:
1. Definição de franchising;
2. Princípios orientadores;
3. Recrutamento, publicidade e divulgação;
4. Selecção dos franqueados;
5. O contrato de franchising;
6. Master franchising.

Em meados de 2000, a Associação Portuguesa de Franchise (APF), em parceria com a Empresa Internacional de Certificação S.A. (EIC), lançou-se num projecto pioneiro a nível mundial, que consistia na criação de uma Certificação de Serviços para o sistema de Franchising, com o objectivo de disponibilizar ao mercado português um instrumento oficial, credível e independente, que possibilitasse distinguir as marcas que aplicassem as consideradas boas práticas de franchising. Em Dezembro de 2003, a Certificação do Serviço de Franchising passa a ser homologada pela Acreditação do IPQ, passando Portugal a ser o primeiro país do mundo a dispor duma Certificação para o Franchising, homologada pelo organismo governamental responsável pelo Sistema da Qualidade nacional respectivo.
Em 2017, a Federação Europeia do Franchising, que integra 18 associações nacionais, aprovou um Código Deontológico Europeu do Franchising. O objectivo, segundo a organização, é assegurar o desenvolvimento do sistema de franchising de uma forma ética em toda a União Europeia.

### No Brasil
Na legislação brasileira, a Lei 13.966, de 26 de dezembro de 2019, dispõe sobre o contrato de franquia empresarial (franchising) e dá outras providências. O estado de São Paulo detém 56,9 por cento das franquias do país, setor que cresceu 20,4% no Brasil em 2010.
O segmento de franquias no Brasil, segundo a Associação Brasileira de Franchising (ABF), encerrou o ano de 2018 com um crescimento de 7,1% em relação a 2017, com um faturamento bruto de mais de 174 bilhões de reais. Hoje, é responsável por mais de 1,2 milhão de empregos diretos gerados, por 2 877 marcas de franquias atuantes no país.
Existem outras formas de licenciamento de marcas, mas somente as que cumprem o disposto na lei supracitada podem ser tratadas como contratos de franquia.
A primeira empresa a implementar o sistema de franchising no Brasil foi o Yázigi Internexus, em 1950. Segundo dados da ABF, a O Boticário é a maior franquia do Brasil atualmente, com 3.620 unidades abertas (dados de 2020).
Exigências legais no Brasil
A lei de franquias brasileira impõe uma série de exigências para uma empresa se tornar uma franqueadora. Ela visa tornar todo o processo de comercialização de unidades de franquias mais transparente para o franqueado e franqueador.
Entre todos os documentos exigidos por lei, os principais são a Circular de Oferta de Franquia (COF) e o Contrato de Franquia.
A Circular de Oferta de Franquia, ou COF, é um documento legal, mas possui um papel comercial fundamental durante o processo de comercialização da unidade de franquia.
Segundo o artigo 3º da Lei de Franquias, a Circular de Oferta de Franquias deve conter as seguintes informações:
- Histórico resumido dos sócios, razão social e empresas vinculadas a franqueadora;
- Balanços e demonstrações financeiras;
- Indicações de todas as pendências judiciais existentes vinculadas a franqueadora;
- Descrição detalhada da franquia e atividades relacionadas;
- Perfil do franqueado ideal;
- Requisitos quanto ao envolvimento direto do franqueado no negócio;
- Especificações quanto ao investimento a ser realizado;
- Informações detalhadas de despesas e taxas vinculadas ao negócio;
- Relação completa de todos os franqueados da rede;
- Indicação detalhada do que é oferecido ao franqueado pelo franqueador;
- Situação atual da marca perante ao INPI;
- Situação do franqueado após o fim do contrato de franquia;
- Modelo do contrato de franquia.

Já o Contrato de Franquia é um documento mais flexível. A legislação não possui tantas exigências quanto ao teor do documento, dando maior flexibilidade para a livre negociação dos termos entre as partes.
Franquias Online
Cada vez mais empresas de diversos segmentos e áreas de atuação apostam em franquias virtuais. Atrativo, este modelo de franquia costuma chamar a atenção dos investidores graças ao baixo custo operacional.
Normalmente, franquias virtuais têm menor investimento inicial por não possuírem ponto comercial e instalações – a maioria pode ser aberta em sistema de home office, o que também proporciona flexibilidade de horários – e menor custo operacional, por não haver necessidade da contratação de colaboradores, custo com aluguel e outros, assinala Bianca Oglouyan, sócia-fundadora da TEAR Franchising.
Importante destacar que franquias online geralmente são home office, mas também podem ser home based. A diferença é que, nos negócios home office, o franqueado pode fazer todo o seu trabalho sem sair de casa. São normalmente franquias de venda de produtos e de serviços como seguros e agência de viagens.
Enquanto isso, as franquias home based exigem que o franqueado saia de casa em algum momento. Normalmente, para a venda direta para clientes, ou então para a visita de clientes e apresentação de seus produtos/serviços.

### Cursos e especializações
- Franchising: estratégia de expansão (PUCRS)
- Curso - Gestão de Franquias(PUC-Rio)